# Ай Цін
Ай Цін кит.: 艾青 (27 березня 1910 — 5 травня 1996) — китайський поет і перекладач. Батько митців Ай Вейвея та Ай Сюаня.

## Біографія
Народився у селі Фаньтяньцзян (кит.: 贩田蒋), повіт Цзіньхуа, провінція Чжецзян. Ім'я при народженні — Цзян Чженхань (кит.: 蒋正涵 Jiǎng Zhènghán). З 1928 року розпочав навчання у Ханчжоуській школі мистецтв; наступного року, за рекомендацією Ліня Фенмяня був надісланий на навчання до Франції.
Повернувся до Китаю у 1932 році та оселився в Шанхаї. Був заарештований за опозицію Ґоміньдану, до 1935 року перебував у в'язниці.
З 1941 року — член КПК у Яньані (кит.: 延安), але за захист письменниці Дін Лін (кит.: 丁玲 1904–1986 рр., Ding Ling) зазнав критицизму та був засланий спочатку на північ Китаю (1958), а потім у Сіньцзян (1959). Під час китайської «культурної революції» зазнав знущань, але не загинув.
У 1980 році знову відвідав Францію, у 1985 році отримав орден від її президента, Франсуа Міттерана.

## Творчість
Перша збірка віршів, яка отримала назву по імені годувальниці «Даяньхе», Ай Цін випустив у 1936 році. З 1938 по 1941 рік він створив збірки «Бейфан» («Північ»), «Куан'є» («Поля»), «Таси цзайдіер ци» («Він помер вдруге»), «Лімін ди тунчжи» («Звістка про світанку»), поеми «Сян Тайя» ("До сонця "), «Хоба» («Факел»). Головна тема — боротьба проти японських загарбників.
В 1942 році опублікував низку статей, спрямованих проти утилітарного підходу до літератури і неповаги до письменника, що викликали критику у влади. Після утворення КНР випустив книги віршів «Хуаньху цзи» («Радісний клич», 1955 рік), дві збірки статей «Шілунь» («Про поезію», 1949 рік). Поїздкою в СРСР навіяна книга «Баоші ди Хунсін» («Рубінові зірки», 1953 рік), подорожжю до Чилі — цикл віршів про Америку (1955 рік). Великий резонанс отримала поема «Цзай ланцзянь шан» («На гребені хвилі», 1978 рік) з критикою «культурної революції», а також збірка «Гуйлай деге» («Пісні повернення», 1988 рік).